# 책장

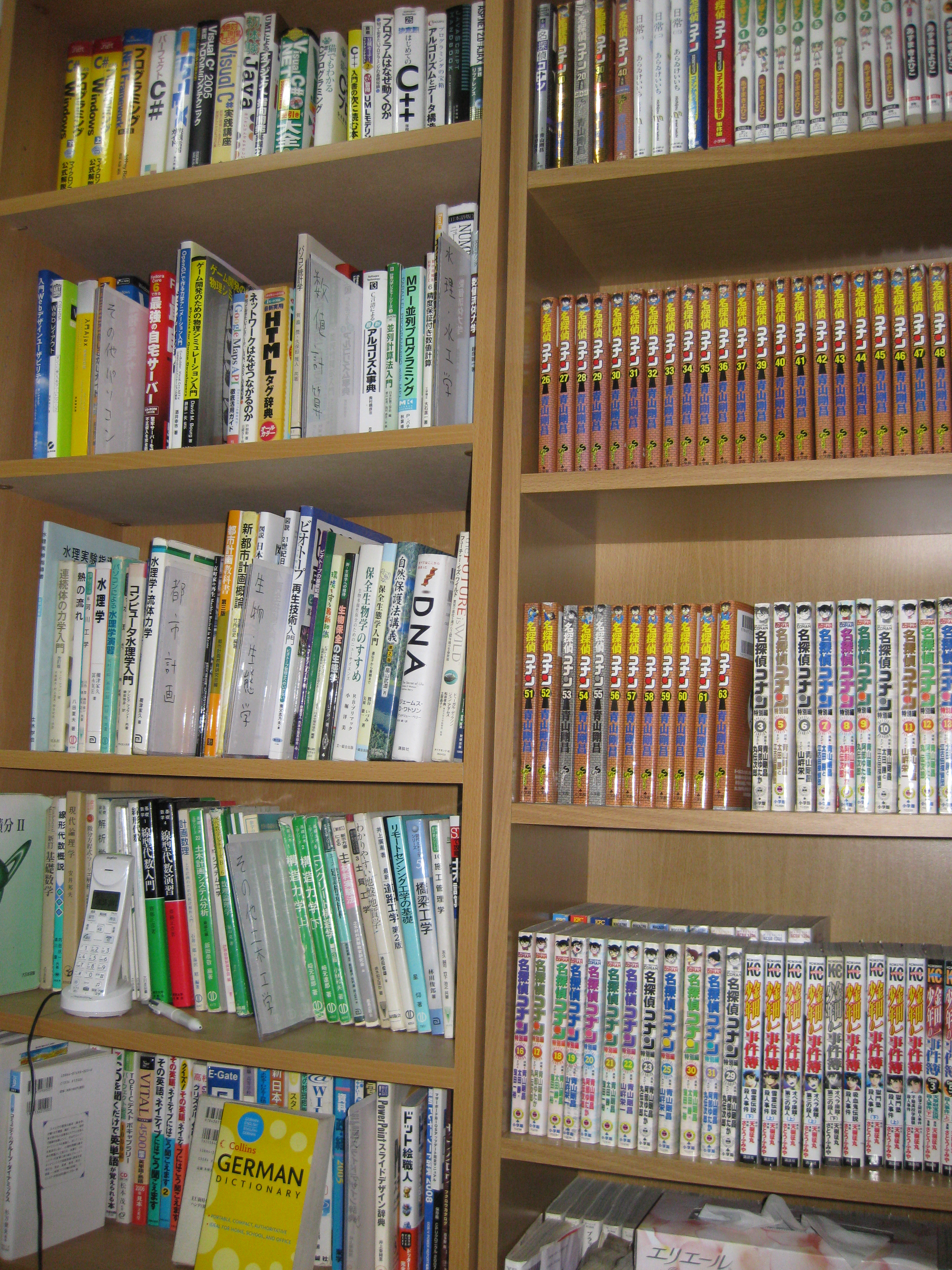
책장

책장(冊欌)은 책, 잡지 또는 그 밖의 인쇄물을 수납하기 위한 가구이다. 가정집, 공용 및 대학 도서관, 사무실, 서점에서 사용된다. 책장은 높이가 낮은 모델에서부터 최대 천장 높이에 다다르는 모델까지 다양하다. 고정식이거나 다른 위치로 이동할 수 있는 형식으로 되어 있다. 도서관처럼 책을 보관하기 위한 전용 공간의 경우 벽이나 천장에 영구 고정시킬 수 있다.
책장은 먼지나 습기로부터 책을 보호하기 위해 막아둘 수 있는 유리문이 끼워져있을 수 있다. 책장의 문들은 거의 무조건 유리로 끼워져있는데 이렇게 하면 책의 등쪽 부분을 읽을 수 있다. 특히 가치가 있는 희귀한 책들은 나무나 유리로 이루어진 책장 문으로 잠겨있다.

## 갤러리

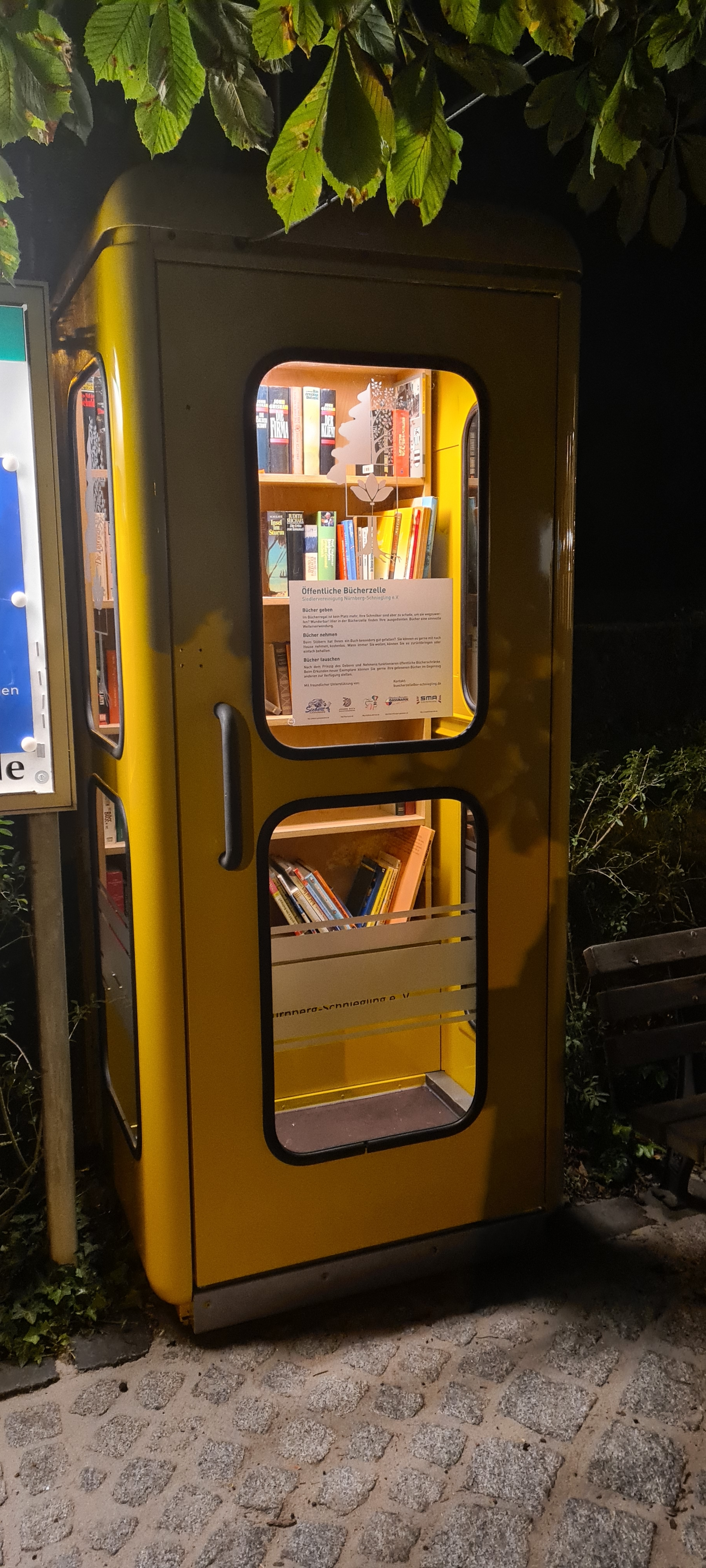
독일 뉘른베르크의 공공 책장
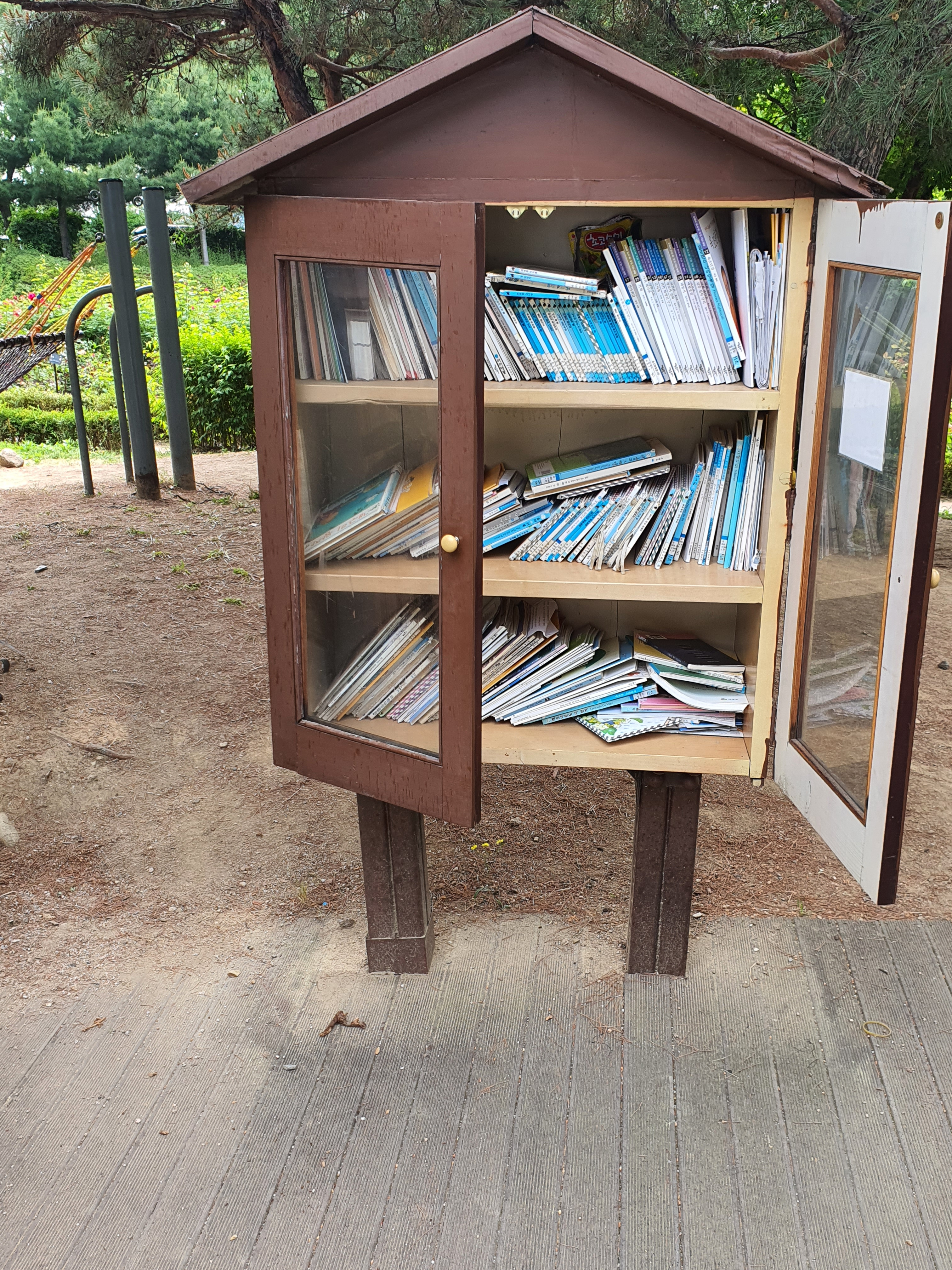
야외 책장